# Burry Stander
Burry Willie Stander (16 de septembre de 1987 - 3 de gener de 2013) va ser un ciclista de muntanya sud-africà, campió del món camp a través Sub-23 el a 2009.
En els Jocs Olímpics de Pequín 2008, Stander va acabar 15è en la carrera de camp a través, ja que va millorar en els Jocs Olímpics de Londres 2012 on va ser 5è en la mateixa prova.
Stander va ser atropellat i mort per un taxi, mentre estava en un recorregut d'entrenament a Shelly Beach, Sud-àfrica, el 3 de gener de 2013.

## Palmarès
- 2007
  - Campió d'Àfrica en Camp a través
- 2009
  -  Campió del món sub-23 en Camp a través
  - Campió d'Àfrica sub-23 en Camp a través
- 2011
  - Campió d'Àfrica en Camp a través